# Nanette Falk-Auerbach
Nanette Falk-Auerbach (ur. 10 marca 1835 w Hamburgu, zm. 19 maja 1928 w Gdańsku) – światowej sławy pianistka niemiecka żydowskiego pochodzenia, uczennica Clary Schumann.

## Życiorys
Już jako dziecko uczyła się gry na pianinie. Kształciła się pod okiem u pianisty Jacoba Schmitta (1796–1853) oraz (wraz z Johannesem Brahmsem) u Eduarda Marxsena (1806–1887). W wieku 7 lat zaczęła koncertować w Hamburgu. Na podstawie m.in. jej przypadku powstał tekst "Allgemeine Wiener Musikzeitung" na temat muzycznego wykorzystywania dzieci. W 1847 Nanette została polecona Clarze Schumann z Drezna. Przybyła do miasta we wrześniu. Opuściła je w wyniku Wiosny Ludów, przenosząc się do Düsseldorfu, gdzie przebywała jej siostra Marianne. Koncertowała, grając m.in. Bacha. W prasie pojawiły się antysemickie teksty, według których była bardzo brzydką Żydówką, ale zdolną i pracowitą dziewczyną (…). Jednak nie była na tyle uzdolniona, by widzowie zapomnieli o jej nieatrakcyjnym, typowo żydowskim wyglądzie. Niemniej Schumann przepowiadała uczennicy wielką sławę.
W 1855 Nanette odwiedziła Ferenca Liszta w Weimarze. Jej kariera nabrała rozpędu. Była ceniona jako interpretatorka dzieł Beethovena i Bacha. Występowała m.in. w Hamburgu, Wiedniu, Szczecinie, Gdańsku i Królewcu. W 1858 przeniosła się do Paryża, gdzie grała najpierw prywatnie, potem w Pleyel Hall. Brała udział w wieczorach fortepianowych, bywała w domu Gioachino Rossiniego, który poświęcił jej kilka kompozycji, i poznała Richarda Wagnera. W 1864 zamieszkała w Berlinie i pracowała jako nauczycielka fortepianu.
W 1867 wyjechała do Baltimore w USA, gdzie mieszkała jej siostra Marianne z rodziną. Nanette koncertowała na wschodnim wybrzeżu. W latach 1871–1883 uczyła gry na fortepianie w konserwatorium muzycznym Peabody Institute of The Johns Hopkins University w Mount Vernon w Baltimore. Zainicjowała piątkowe popołudniowe koncerty dla kobiet, na które mogły przychodzić samodzielnie, bez eskorty mężczyzn.
W 1867 wyszła za mąż za pochodzącego z Gdańska Josepha Auerbacha, zegarmistrza, bibliotekarza i antykwariusza, syna rabina. Nie wiadomo, czy poznała go w Ameryce, czy jeszcze przed wyjazdem. Urodziła troje dzieci i poświęciła się pracy w domu. Około 1883 przeprowadziła się z rodziną do Gdańska. Mieszkała najpierw przy Langgarten 52 (dziś ul. Długie Ogrody), a po śmierci męża przy Straussgasse 2 (dziś ul. Chłodna).
W Gdańsku występowała na wydarzeniach charytatywnych. W 1905 w hali "Borussia" na koncertach na rzecz ofiar masakr Żydów w Rosji, jako solistka, wykonała utwory m.in. Beethovena i Chopina. Napisała kilka artykułów dla muzeum Schumannów. Placówka przechowuje jej programy koncertowe, ich recenzje i album z autografami.
Obracała się wśród najbardziej znanych artystów i artystek. Amerykański poeta Sidney Lanier w 1878 poświęcił jej wiersz. Według wspomnień Haliny Kubaczówny-Dudzińskiej pozostawiła pamiętnik.